# مارگاریتا با نی
مارگاریتا با نی (به انگلیسی: Margarita with a Straw) فیلمی هندی در ژانر درام محصول سال ۲۰۱۴ و به کارگردانی شونالی بوس است. در این فیلم بازیگرانی همچون کالکی کوچلین، رواتهی، سایانی گوپتا و ویلیام مسلی ایفای نقش کرده‌اند. این فیلم مفاهیمی همچون تمایلات جنسی، عشق و پذیرفتن خود واقعی را به چالش می‌کشد.
مارگاریتا با نی اولین بار در جشنواره بین‌المللی فیلم تورنتو در سال ۲۰۱۴ و در ۱۷ آوریل ۲۰۱۵ در سینماهای هند اکران شد. فیلم با نظر مثبت منتقدان همراه بود و عملکرد بازیگران و کارگردانی ستوده شد. کوچلین توانست برنده جایزه ویژه هیئت داوران جوایز ملی فیلم شود.

## داستان
یک دختر جوان و پرشور که از فلج مغزی رنج می‌برد، به مقصد نیویورک و مطالعات بیشتر خانه‌اش را در هند رها می‌کند. اما به طور غیرمنتظره‌ای عاشق می‌شود و در یک سفر هیجان‌انگیز قرار می‌گیرد.